# Drätthustjärnen
Drätthustjärnen är en sjö i Gävle kommun i Gästrikland och ingår i Hamrångeån-Testeboåns kustområde.